# Breiskallen Station
Breiskallen Station (Breiskallen stasjon) var en jernbanestation på Gjøvikbanen i Norge. Stationen lå i Vestre toten kommune, selvom det meste af byområdet Breiskallen ligger i Gjøvik.
Stationen blev åbnet sammen med banen 28. november 1902. Oprindeligt havde den status af holdeplads, men den blev opgraderet til station 1. maj 1914 for siden at blive nedgraderet til trinbræt 1. juni 1970. Betjeningen med persontog ophørte 2. juni 1985. Stationen blev senere nedlagt helt og fremgår således ikke længere af de årlige oversigter over det norske jernbanenet.
Ved åbningen havde Breiskallen en enkel ekspeditionsbygning og das. Senere blev der opført en stationsbygning efter tegninger fra 1907, muligvis i forbindelse med opgraderingen til station. Der var postkontor på stedet fra banens åbning og indtil 1969. Tidligere var der en del trafik til Vardal Træmassefabrikk, hvilket rester af en læsserampe vest for sporet fortsat vidner om. Nordøst for læsserampen var der i sin tid en banevogterbolig med udhus. I 1920'erne havde stationen to gennemgående spor samt et sidespor, og trafikken var forholdsvis stor. I 1950'erne blev der opført et nyt udhus/das.
Efter at persontrafikken ophørte, blev perronen fjernet, og stationsbygningen bruges nu som privatbolig. Sporskifterne er fjernet, og der er nu kun et enkelt spor gennem det tidligere stationsområde.